# 孤寡盲切叶蚁
孤寡盲切叶蚁（学名：Carebara vidua）是切叶蚁亚科盲切叶蚁属的一种蚂蚁，主要分布于非洲。 该物种在当地被食用及用于药物。
英文稱爲“African Thief Ant”（非洲盜賊蚁）。

## 种加名
因种加名“vidua”具“寡”之义。故翻譯为“孤寡盲切叶蚁”。

## 食用及藥用價值
非洲当地人经常抓孤寡盲切叶蚁的蚁后/雌性繁殖蚁以食用。蚁后的腹部具很高的營養價值，包括高蛋白及一些礦物質，对于人体每日所需營養有着大幫助。此外，该物種的蚁后还具有抗菌及抗氧化的功能。因此在未来，该物種的蚁后很有可能被作用于食品、药品和化妆品等。